# Callicera macquartii
Callicera macquartii är en tvåvingeart som beskrevs av Camillo Rondani 1844. Callicera macquartii ingår i släktet bronsblomflugor, och familjen blomflugor.
Artens utbredningsområde är Italien. Inga underarter finns listade i Catalogue of Life.